# Родни Дейнджърфийлд
Родни Дейнджърфийлд (на английски: Rodney Dangerfield) е американски актьор.

## Биография

### Детство
Дейнджърфийлд е роден на 22 ноември 1921 г. в Лонг Айлънд в еврейско семейство. Негов баща е комикът Филип Коен. Родителите му емигрират в САЩ от Унгария.

### Кариера
Избира прякора Родни Дейнджърфийлд на 15-годишна възраст, когато започва да пише скечове. На 17 започва на ъндърграунд сцената. На 19 е едновременно комик и сервитьор. Десет години обикаля с комедийна трупа, но след това макар и с неохота напуска шоубизнеса. До 40-годишна възраст не възобновява кариерата си. Той дори отваря собствен клуб, известен в Манхатън. Голям шок предизвиква ролята му във филма на Оливър Стоун „Убийци по рождение“.

### Смърт
На 8 април 2003 г. Дейнджърфийлд претърпява мозъчна операция, за усилване притока на кръв при предстоящата му операция за смяна на сърдечна клапа през август 2004 г. Месец след операцията поради усложнения изпада в кома. Дейнджърфийлд почива на 5 октомври 2004 г. в Медицинския център „Роналд Рейгън“ в Лос Анджелис. Погребан е в гробището на Уестууд.

## Избрана филмография
| Година | Филм               | Оригинално заглавие  | Роля       | Режисьор        |
| ------ | ------------------ | -------------------- | ---------- | --------------- |
| 1980   | Слуги и господари  | Caddyshack           | Ал Червик  | Харолд Реймис   |
| 1992   | Убийци по рождение | Natural Born Killers | Ед Уилсън  | Оливър Стоун    |
| 1994   | Калинките          | Ladybugs             | Честър Лий | Сидни Фюри      |
| 1995   | Каспър             | Casper               | епизодик   | Брад Силбърлинг |